# Den kvikke vej
Den kvikke vej er en bus rapid transit (BRT) med højklassede busbaner og stoppesteder mellem Nørreport Station og Ryparken Station i København. Mellem Fredensbro og Lyngbyvej ved Haraldsgade ligger busbaner og stoppesteder afskærmet midt i gaderne, mens der på en stor del af resten benyttes traditionelle busbaner og stoppesteder i siden.
Den kvikke vej, der er den første BRT i København, blev indviet 19. september 2014 og benyttes af Movias buslinjer 6A, 15E, 94N, 150S, 184 og 185.

## Udformning
Ideen med BRT, af Movia markedsført som +Way, er at skaffe effektiv og hurtig busdrift, idet busserne kører i afskærmede kørebaner og derved kan køre udenom bilkøerne. Noget der ikke mindst er relevant på strækningen for Den kvikke vej, der ligger i forlængelse af Helsingørmotorvejen og derfor er præget af meget trafik. Desuden skaffes effektiv transport til området omkring, der her bl.a. tæller flere store uddannelsesinstitutioner, museer og Danmarks største hospital, Rigshospitalet. Dertil kommer så de to S-togsstationer i hver ende af strækningen og  Vibenshus Runddel Station på metroens Cityringen.
Den kvikke vej er på ca. 5 km og går fra Nørreport Station ad Øster Voldgade - Sølvgade - Webersgade (kun mod Ryparken) - Fredensbro - Fredensgade - Tagensvej - Nørre Allé - Lyngbyvej til Ryparken Station. Det er dog kun strækningen mellem Fredensbro og Lyngbyvej ved Haraldsgade, der har fuld BRT-standard med afskærmede busbaner. På Lyngbyvej mellem Emdrupvej og Hans Knudsens Plads samt fra Sølvtorvet til Nørreport Station i indadgående retning er der almindelige busbaner i siden af gaderne. På de øvrige dele af Lyngbyvej og Sølvgade samt hele Webersgade køres der i blandet trafik, da der ikke så meget plads at give af her. Sammenlagt er det dog ca. 80 % af strækningen, der har enten fuld BRT eller busbaner.
Afskærmningen af busbanerne sker med små forhøjninger, der forhindrer at biler kommer ind på busbanerne undervejs. Visse steder er der desuden opsat hegn og plantet træer. Ved gadekryds er der i sagens natur ingen afskærmninger, hvilket medfører en vis risiko for, at enkelte bilister uforvarende her kan komme ind på busbanen, som de så på grund af afskærmningen ikke vil kunne forlade før næste gadekryds. Til gengæld betyder placeringen midt i gaden, at man undgår problemer med parkerede biler.

### Stoppesteder
På selve BRT-strækningen mellem Fredensbro og Haraldsgade er stoppestederne anlagt som perroner ved busbanerne i midten af gaderne. Disse perroner er flisebelagte og afskærmet med hegn mod vejbanerne, så passagererne kan vente i sikkerhed. Der er desuden opsat simple læskærme med bænke og trafikkort, mens stoppestedsstandere udover køreplaner har elektronisk nedtælling til næste bus på de forskellige linjer. Perronerne er i øvrigt så lange, at der om nødvendigt kan holde tre busser ved dem samtidig. Adgang sker via de almindelige fodgængerovergange ved de lyskryds, hvor stoppestederne er anlagt. Udformningen betyder, at stoppestederne ikke er umiddelbart tilgængelige som almindelige stoppesteder, men når passagerne først er ved stoppestederne, kan de til gengæld stige direkte på busserne uden at skulle krydse cykelstier, som det ellers er tilfældet mange andre steder i København.
Ved Nørreport Station, Georg Brandes Plads og Hans Knudsens Plads er anlagt en lidt mere skrabet løsning i siderne af gaderne. Der er stadig flisebelægning og læskure men med undtagelse af Hans Knudsens Plads i nordgående retning ikke hegn. Endnu mere skrabet er det ved Sølvtorvet, hvor der holdes ved almindelige stoppesteder med læskure. Ved Ryparken Station er der anlagt et stoppested i nordgående retning med indhegning, flisebelægning og læskure under broerne for Ringbanen, mens der i sydgående retning er et almindeligt stoppested med læskur.
På hele Den kvikke vej er der følgende stoppesteder:
- Nørreport Station - Omstigning til S-tog, regionaltog, Øresundstog og metro samt adgang til Indre Bys gågader.
- Georg Brandes Plads - Krydset Øster Voldgade/Sølvgade ved Statens Museum for Kunst.
- Sølvtorvet
- Rigshospitalet Syd - Krydset Fredensgade/Blegdamsvej ved Rigshospitalet og Panum Instituttet.
- Nørre Campus - Krydset Fredrik Bajers Plads ved flere uddannelsesinstitutioner.
- Universitetsparken - Mange uddannelsesinstitutioner samt Fælledparken.
- Vibenshus Runddel - Fælledparken omstigning til metro.
- Haraldsgade
- Hans Knudsens Plads
- Ryparken Station - Omstigning til S-tog.

### Betjening
Den kvikke vej betjenes af seks buslinjer, hvoraf linje 15E (myldretid), 94N (natbus), 150S, 184 og 185 kører i hele dens udstrækning. Linje 94N, 184 og 185 stopper ved alle stoppesteder undervejs, mens linje 150S springer Georg Brandes Plads over men i øvrigt standser alle andre steder. Linje 15E springer Hans Knudsens Plads, Sølvtorvet og Georg Brandes Plads over men standser ved de øvrige. Dertil kommer så linje 6A, der benytter strækningen mellem Nørreport Station og Nørre Campus, og som stopper alle steder undervejs. Linje 150S kører hvert femte minut og linje 6A helt ned til hvert tredje minut i myldretiden, så på de tidspunkter er trafikken tæt. I praksis er den dog ikke helt jævn, da linje 184 og 185 kun kører hvert 20. minut i dagtimerne på hverdage. På søndage er der endnu længere mellem busserne, især på stykket mellem Fredrik Bajers Plads og Hans Knudsens Plads, hvor linje 150S og 184 og 185 kun kører syv gange i timen tilsammen og nogle gange endda med to busser lige efter hinanden.
Lyngbyvej betjenes desuden af linje 14 mellem Haraldsgade og Ryparken st., men den betjener ikke den egentlige BRT-strækning.
I modsætning til visse udenlandske BRT-systemer benyttes der ikke særlige busser.

## Historie
Bus rapid transit findes mange steder i verdenen i mere eller mindre ambitiøs udformning rækkende fra afskærmede busbaner til deciderede gader for busser. I danske Aarhus har gadeforløbet med Busgaden således eksisteret siden 1971 som en central strækning kun for busser. I København har man derimod normalt nøjedes med busbaner markeret med afstribning hvoraf den første kom i 1973 på Fredensgade og hvor der senere er fulgt flere andre på bl.a. netop strækningen for Den kvikke vej. Afskærmede stoppesteder i gademidte har derimod kun været aktuelt enkelte andre steder i byen som f.eks. Trianglen.
Med Den kvikke vej fik København imidlertid sin første rigtige BRT-strækning. Baggrunden for anlægget af den var ikke mindst, at området Nørre Campus omkring Rigshospitalet, Panum Instituttet og Universitetsparken ønskes udviklet til en stor koncentration af uddannelse og forskning indenfor natur- og sundhedsvidenskab. Dertil kommer så udvidelser af bl.a. Rigshospitalet og Niels Bohr Science Park, der ligeledes vil tiltrække flere folk og derfor kræve forbedret kollektiv trafik, hvilket ikke mindst Rigshospitalet i forvejen manglede. Under planlægningen af Cityringen var det ganske vist på tale at etablere en station ved Rigshospitalet, men det blev fravalgt til fordel for en linjeføring via Poul Henningsens Plads.
Det første spadestik blev taget 3. juli 2013, og det var forventet, at anlægget ville tage halvandet år og koste ca. 130 mio. kr. I modsætning til visse andre byggeprojekter som f.eks. ovennævnte Cityringen lykkedes det imidlertid ikke alene at overholde budgettet men også at blive færdige tre måneder før tid. Indvielsen kunne derfor allerede ske 19. september 2014 på Hans Knudsens Plads af Københavns overborgmester Frank Jensen, transportminister Magnus Heunicke og Movias bestyrelsesformand Thomas Gyldal Petersen. Efterfølgende var der prøvetur for inviterede gæster og almindeligt interesserede og reception ved stoppestedet Universitetsparken, før strækningen blev åbnet for drift.
For buschaufførerne betød de nye busbaner visse ændringer, efter at halvandet års anlægsarbejder i forvejen havde sat sit præg. Buschauffør og linjerepræsentant Per Jacobsen fra Arriva Ryvang var dog optimistisk. Han fandt således, at der var smart tænkt at udnytte den gode plads på Nørre Allé til busbaner. Det ville nemlig give mere ro for chaufførerne at køre i egne baner, ligesom stoppestederne midt i gaden gjorde, at passagerne ikke længere skulle stige på og af mellem cyklister.

### Linje 14
Efter indvielsen viste det sig, at linje 14, der også kørte ad Lyngbyvej, ikke fik glæde af Den kvikke vej. I stedet kørte den udenom fra et midlertidigt stoppested på Øster Allé i Fælledparken til Hans Knudsens Plads og uden stop undervejs ved Haraldsgade. Årsagen var at der ikke er plads til at busser kan svinge mellem Øster Allé og Den kvikke vejs stoppested ved Vibenshus Runddel, der er placeret på det korte stykke mellem krydsene med Jagtvej og Øster Allé for at komme til at ligge tæt på den kommende metrostation. For passagererne havde det den ulempe, at der ikke kunne skiftes direkte til linje 4A ved Haraldsgade, ligesom adgangen til Østerbro Centret ved Lyngbyvej og ældreboligerne ved Klostervænget blev besværliggjort. Et problem der sammen med en manglende løsning gav anledning til en del krasse ord i den lokale Østerbro Avis. Der var dog nogle, der forsøgte at være mere konstruktive, som en borger en borger der foreslog særlige bussignaler ved Vibenshus Runddel, så busserne på linje 14 kunne køre udenom Den kvikke vejs stoppested og derefter ind på busbanen og omvendt. Fra Københavns Kommunes side vurderede man imidlertid, at det ville gå udover trafikafviklingen, idet den øvrige trafik også vil blive påvirket, hvorfor forslaget ikke kunne gennemføres.
I november 2015 var problemet med linje 14 stadigvæk ikke løst, og der lød derfor stadig kritiske røster men også forslag til løsninger. Borgerrepræsentant Karin Storgaard foreslog, at linje 14 kunne omlægges ad Jagtvej - Lersø Parkallé - Haraldsgade, hvorved den ville kunne benytte flere eksisterende stoppesteder, blandt andet på Jagtvej ved Vibenshus Runddel. Forslaget blev imidlertid afvist af kommunen med henvisning til, at venstresving fra Nørre Allé til Jagtvej er forbudt af trafiktekniske grunde. Bispebjerg Lokaludvalgs Pia Liske foreslog så, at man som alternativ kunne køre til højre ad Jagtvej - Vennemindevej - Nygårdsvej - Sankt Kjelds Plads - Sejrøgade. Det havde dog ligesom det andet forslag den ulempe, at ruten ville blive længere med længere rejsetid og højere omkostninger til følge.
Først i september 2016 lykkedes det for kommunalpolitikerne at finde frem til en løsning i forbindelse med budgetaftalen for 2017. Resultatet blev at linje 14 fra køreplansskiftet 10. december 2017 blev omlagt fra Trianglen ad Østerbrogade - Jagtvej - Lersø Parkallé - Haraldsgade til Lyngbyvej. Omlægningen betyder at der atter er kommet stoppesteder ved Vibenshus Runddel og Haraldsgade men til gengæld også længere køretid. Derudover betød ændringen, at Øster Allé mistede sin busbetjening, hvilket har betydning for beboere ved den sydlige del af gaden og ved arrangementer i Parken og Fælledparken. At ændringen ikke skete før skyldes, at forvaltningen skulle nå at undersøge eventuelle problemer i forhold til vejloven eller andre ting, der måtte kræve fysiske ændringer. Ændringen fik i øvrigt ikke betydning for linje 95N, der ellers havde haft de samme problemer som linje 14, for den blev nedlagt 30. januar 2017 som følge af besparelser i Region Hovedstadens budgetaftale for 2017.

### Andre problemer
Generelt er det linje 14, der har stjålet billedet, men der har også været andre problemer og kritikpunkter, for eksempel at det hidtidige stoppested på Fredensbro ved Sortedams Dossering blev nedlagt ved anlæggelsen af Den kvikke vej. Og mens de fleste linjer fik lidt kortere køretid, så blev den længere for linje 173E (fra 2016 linje 15E), der tidligere havde kørt uden stop mellem Nørreport Station og Ryparken Station, men som nu fik en række ekstra stop undervejs. Endelig gælder at der ikke umiddelbart er plads til at busser kan overhale hinanden, f.eks. hvis en forankørende bus er nød til at holde ekstra længe ved et stoppested.
Atter andre problemer skal ses i lyset af arbejder i begge ender af strækningen. Nørreport Station gennemgik således en omfattende renovering og omlægning under og over jorden, der først blev færdig ved udgangen af 2014. Ændringerne betød blandt andet at buslinjerne på Den kvikke vej fik afgang fra samme stoppested, hvor de før havde været fordelt i og ved en terminal. I den modsatte ende ved Ryparken Station arbejdes med tilslutningen til den nye Nordhavnsvej, der forventes at stå færdig i 2017. Her måtte passagerne derfor væbne sig med tålmodighed, indtil de nye stoppesteder efter et par år kom på plads.
I foråret 2015 kom sikkerheden i fokus, idet nogle fodgængere og cyklister vælger at krydse gaderne andre steder end fodgængerovergangene. Det er imidlertid problematisk, for de isolerede busbaner gør, at busserne ikke nødvendigvis følger samme rytme som resten af trafikken. Og selv om forhøjningerne langs busbanerne ligner heller, så er de ikke beregnet til at blive brugt som sådan. Der er lovet bedre sikkerhed, men det vil dog ikke omfatte fuld indhegning.

### Nye tiltag
Trods problemer og kritik fik Movia og Københavns Kommune alligevel blod på tanden, idet linje 5A blev omdannet til linje 5C efter et lignende koncept med ibrugtagning 23. april 2017. Det nye koncept kaldes Cityline og benytter sig af øget brug af busbaner og forbedre stoppesteder. I modsætning til Den kvikke vej sker driften desuden med ledbusser i et særligt design til at markere konceptet. Andre nye tiltag omfatter ind- og udstigning af flere døre for at mindske holdetiderne ved stoppestederne.
På Den kvikke vej fik stoppestederne ved Rigshospitalet Syd som forsøg opsat rejsekortstandere i en periode fra maj 2015, så passagerer med rejsekort kunne tjekke ind og ud her i stedet for i busserne. Forsøget skulle klarlægge, om det kunne få passagererne hurtige af og på og dermed nedsætte både stoppestedsophold og rejsetid. Hvis effekten blev som ønsket, kunne det måske også at blive udbredt til andre knudepunkter. At det i øvrigt lige blev dette stoppested, der benyttedes til forsøget, skyldtes at en del passagerer skiftede til og fra linje 3A her.